# Савруша (село)
Савруша — село в Бугурусланском районе Оренбургской области в составе Дмитриевского сельсовета.

## География
Находится на расстоянии примерно 22 километра на север от центра города Бугуруслан.

## История
Упоминается с 1861 года. В 1871 году построена каменная церковь (ныне не сохранилась).

## Население
Население составляло 204 человека в 2002 году (русские 83%), 175 по переписи 2010 года.